# Friday
Friday är en film från 1995 i stoner-buddykomedifilm regi av F. Gary Gray med manus av Ice Cube och DJ Pooh, med Ice Cube i huvudrollen.

## Handling
Smokey (Chris Tucker), en polare till Craig (Ice Cube), skall sälja gräs på gatan, men istället röker han upp allt. Big Worm, som äger gräset, säger åt Smokey att han kommer döda både Craig och Smokey om de inte fixar hans pengar före klockan 22:00 samma dag.

## Rollista
- Ice Cube – Craig Jones
- Chris Tucker – Smokey
- Faizon Love – Big Worm
- Tommy "Tiny" Lister – Deebo, lokal skurk
- Nia Long – Debbie, Dana's väninna
- John Witherspoon – William "Willie" Jones, Craig's far
- Bernie Mac – Pastor Clever, lokal baptistpastor
- Anna Maria Horsford – Betty Jones, Craig's mor
- Regina King – Dana Jones, Craig's syster
- Paula Jai Parker – Joi, Craig's (ex-)flickvän
- DJ Pooh – Red, hundfångare
- Michael Clarke Duncan - Craps Spelare

## Uppföljare
Detta är den första i Ice Cubes filmserie om sin karaktär Craigs vanliga liv i förorten. Uppföljarna heter Next Friday (2000) och Friday After Next (2002).